# Peter Bosz

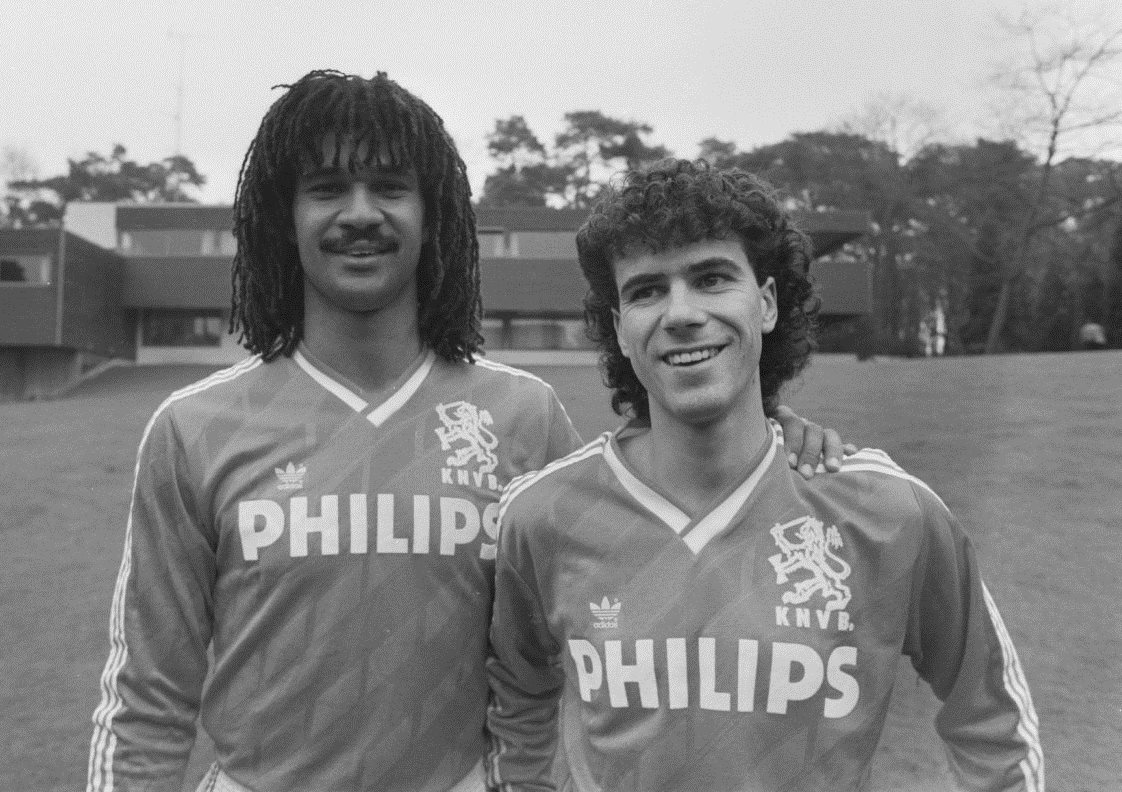
Bosz (dreapta) și Ruud Gullit la naționala Olandei în 1988.

Peter Sylvester Bosz (n. 21 noiembrie 1963, Apeldoorn⁠(d), Gelderland, Țările de Jos) este un fotbalist neerlandez retras din activitate, care a jucat pe post de mijlocaș la echipe ca Feyenoord, Vitesse și Waalwijk. Pe plan internațional, are prezențe la națională pentru Țările de Jos. După încheierea carierei, a devenit antrenor, și antrenează în prezent pe PSV Eindhoven.